# Sinagoga Mare din Iași
Sinagoga Mare din Iași este un lăcaș de cult evreiesc din municipiul Iași, localizat pe Str. Sinagogilor nr. 1, în centrul orașului. Ea a fost construită în perioada 1657-1671, fiind cel mai vechi edificiu de cult mozaic de pe teritoriul României.
Sinagoga Mare din Iași a fost inclusă pe Lista monumentelor istorice din județul Iași din anul 2015, având codul de clasificare  IS-II-m-B-04057.
De asemenea și obeliscul ridicat în memoria victimelor Pogromului de la Iași din 28-29 iunie 1941, aflat în fața Sinagogii Mari din Iași, a fost inclus pe Lista monumentelor istorice din județul Iași din anul 2015, având codul de clasificare IS-III-m-B-04301.

## Istoric
Sinagoga Mare din Iași a fost construită între anii 1657-1671 pe un loc al Mănăstirii Aron Vodă, fiind considerată cel mai vechi lăcaș de cult evreiesc păstrat în România.
Deoarece cărturarul moldovean Dimitrie Cantemir (1673-1723) menționează în lucrarea sa "Descrierea Moldovei" (1714-1716) că evreii "pot să–și facă sinagogă oriunde voiesc, însă nu de piatră, ci numai de lemn" , este posibil ca Sinagoga Mare din Iași să fi fost construită la început din lemn, așa cum a fost și cazul multor biserici ortodoxe înainte de a fi clădite de zidărie. De asemenea, nu era voie ca lăcașele de cult mozaic să fie mai înalte decât Catedrala Mitropolitană, și cum legile mozaice spun că sinagoga trebuie să fie cea mai înaltă clădire din cartier, sinagoga a fost zidită în pământ.
Conform tradiției, sinagoga ar fi existat pe același loc și în vremea domnitorului Mihai Racoviță (1703-1705, 1707-1709 și 1716-1726), în jurul ei fiind și un cimitir mozaic. O inscripție de pe peretele sudic atestă faptul că sinagoga a fost renovată în 1761. Lăcașul de cult a fost avariat de un incendiu în 1822, fiind distruse de foc lemnăria și zugrăveala. Acestea au fost ulterior refăcute. O nouă serie de lucrări de restaurare au fost făcute în 1914.
În anul 1939, Sinagoga Mare era una dintre cele 112 case de rugăciune evreiești din Iași. Lăcașele evreiești de cult erau organizate pe bresle, existând Sinagoga Merarilor, Sinagoga Cismarilor etc.
În perioada regimului comunist (1948-1989), marea majoritatea a sinagogilor din Iași au fost dărâmate pentru a se construi blocuri pe terenurile respective. În prezent, este singurul lăcaș de cult evreiesc din Iași în care se mai oficiază slujbe religioase. De mulți ani, comunitatea evreilor din Iași nu mai are rabin, slujbele religioase fiind oficiate de un membru al comunității care cunoaște legea iudaică.
Avariată de cutremurul din 4 martie 1977, Sinagoga Mare din Iași a fost reparată din inițiativa șef-rabinului dr. Moses Rosen, președintele Federației Comunităților Evreiești din România și cu purtarea de grijă a lui Simion Caufman, președintele Comunității Evreilor din Iași. Deasupra intrării au fost amplasate două plăci de marmură, una cu inscripție în limba română și cea de-a doua cu inscripție în ebraică. Pe placa cu inscripție în limba română sunt scrise următoarele:
„Spre amintire veșnică. Această sinagogă terminată în 1671 urmașă a sinagogii din 1580 a fost restaurată în urma cutremurului din 4 martie 1977 din inițiativa Eminenței Sale dl. dr. Moses Rosen, șef rabinul cultului mozaic și președinte al Federației Comunităților Evreiești din România și prin munca și abnegația d-lui farmacist dr. Caufman Simion președinte al Comunității Evreilor din Iași.”
În lista sinagogilor din România publicată în lucrarea "Seventy years of existence. Six hundred years of Jewish life in Romania. Forty years of partnership FEDROM – JOINT", editată de Federația Comunităților Evreiești din România în anul 2008, se preciza că Sinagoga Mare din Iași este o sinagogă în funcțiune.
În anul 2008 au fost începute o serie de lucrări de restaurare a sinagogii. În perioada în care sinagoga este închisă pentru reparații, ceremoniile religioase sunt oficiate într-o încăpere mai mică amenajată lângă cantina evreiască din cadrul Comunității evreiești, unde au fost aduse sulurile sfinte și cărțile de rugăciune. Acolo se slujește de 4 ori pe săptămână: luni și joi de la 8.30, vineri seara și sâmbăta. Condiția desfășurării ceremoniei este participarea a minim 10 bărbați.
În fața Sinagogii Mari din Iași a fost inaugurat în anul 1976 un obelisc ridicat în memoria victimelor Pogromului de la Iași din 28-29 iunie 1941. Acesta a fost inclus pe Lista monumentelor istorice din județul Iași din anul 2015, având codul de clasificare IS-III-m-B-04301. Pe acest monument se află o placă de marmură cu următoarea inscripție în limba română: "În memoria victimelor pogromului fascist de la Iași din zilele de 28-29 iunie 1941".

## Arhitectura sinagogii
Sinagoga Mare din Iași este construită în prezent din piatră și cărămidă, având ziduri cu grosime de 1 metru. Înălțimea sa este de 22 m (parterul se află parțial îngropat în sol), iar ferestrele sunt ușor arcuite în ogivă și de mici dimensiuni.
Edificiul prezintă elemente de amenajare și decorație care aparțin și ritului sefard și celui așkenad. Se remarcă în stilul arhitectonic și decorativ al sinagogii influențe ale clădirilor de cult similare din Boemia, Polonia și Rusia. În sinagogă se intră printr-o tindă cu etaj a cărei pardoseală se află cam la 1 metru sub nivelul străzii. Din tindă se coboară câteva trepte pentru a se pătrunde în sala principală în stil baroc, alcătuită din două nave boltite despărțite printr-un arc central, sub care se află amvonul încadrat de candelabre. Deasupra tindei se află un etaj cu mansardă pentru femei. Altarul (misrah) este confecționat din lemn sculptat și aurit și despărțit de restul sălii printr-un grilaj de fier.
Sala principală are formă de corabie în partea de vest, în timp ce în partea de est se află o mare cupolă emisferică cu Steaua lui David în vârf. Acoperișul sinagogii este din tablă.

## Imagini

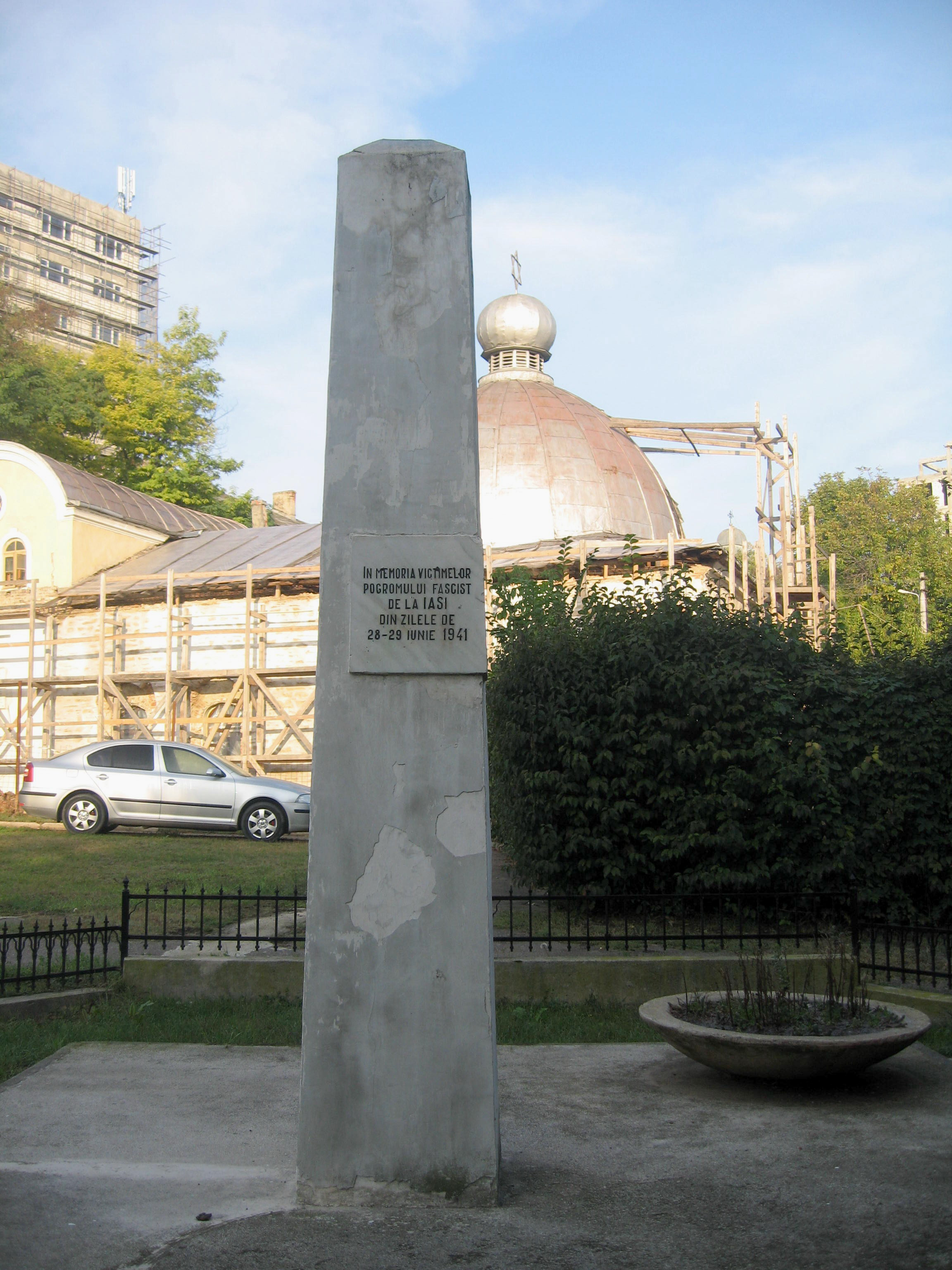
Monumentul Victimelor Pogromului de la Iaşi din 1941 - aflat în faţa Sinagogii Mari